# Herman von Fersen (lantråd)
Herman von Fersen, död efter 6 december 1654, var en livländsk militär och lantråd.

## Biografi
Herman von Fersen var son till kommendaten Fabian von Fersen och Barbara von Yxkull. von Fersen blev 1630 löjtnant vid estländksa adelsfanan och var 1648 lantråd i Estland. Han avled efter 1654.

### Egendom
von Fersen ägde Rayküll i Rappels socken och Neuenhof i Roethels socken.

### Familj
von Fersen var gift med Margareta ANrep (död 1665), dotter till fältmarskalken och lantrådet Reinhold Anrep och Dorotea Wrangel. De fick tillsammans barnen översten friherre Herman von Fersen (död 1709) och friherre Otto Vilhelm von Fersen (1623–1703).